# Wilhelm III. (Bayern)

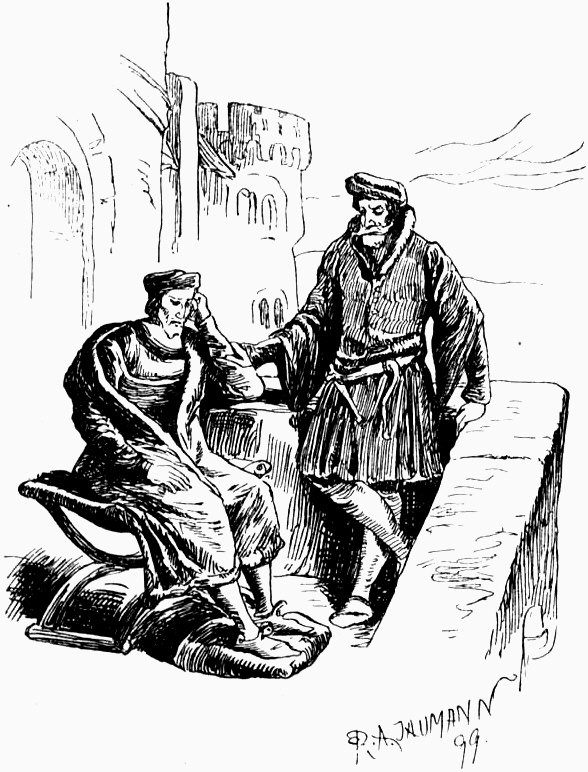
Herzog Wilhelm mit seinem Neffen Albrecht (Zeichnung von R. A. Jaumann, entstanden 1899)

Wilhelm III. (* 1375 in München; † 13. September 1435 ebenda) war von 1397 bis zu seinem Tod gemeinsam mit seinem älteren Bruder Ernst als Nachfolger Johanns II. Herzog von Bayern-München.

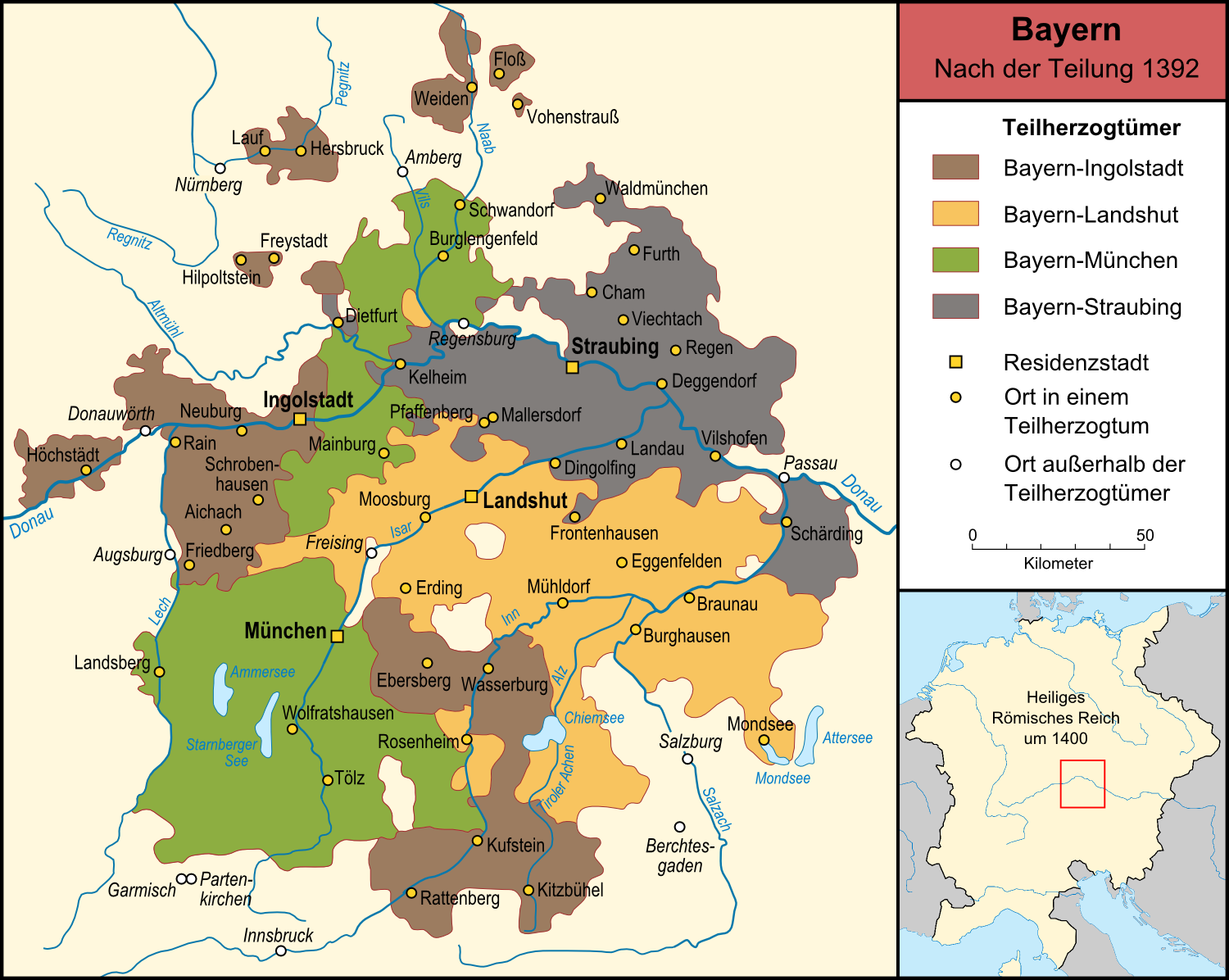
Die vier bayerischen Teilherzogtümer nach der Landesteilung von 1392

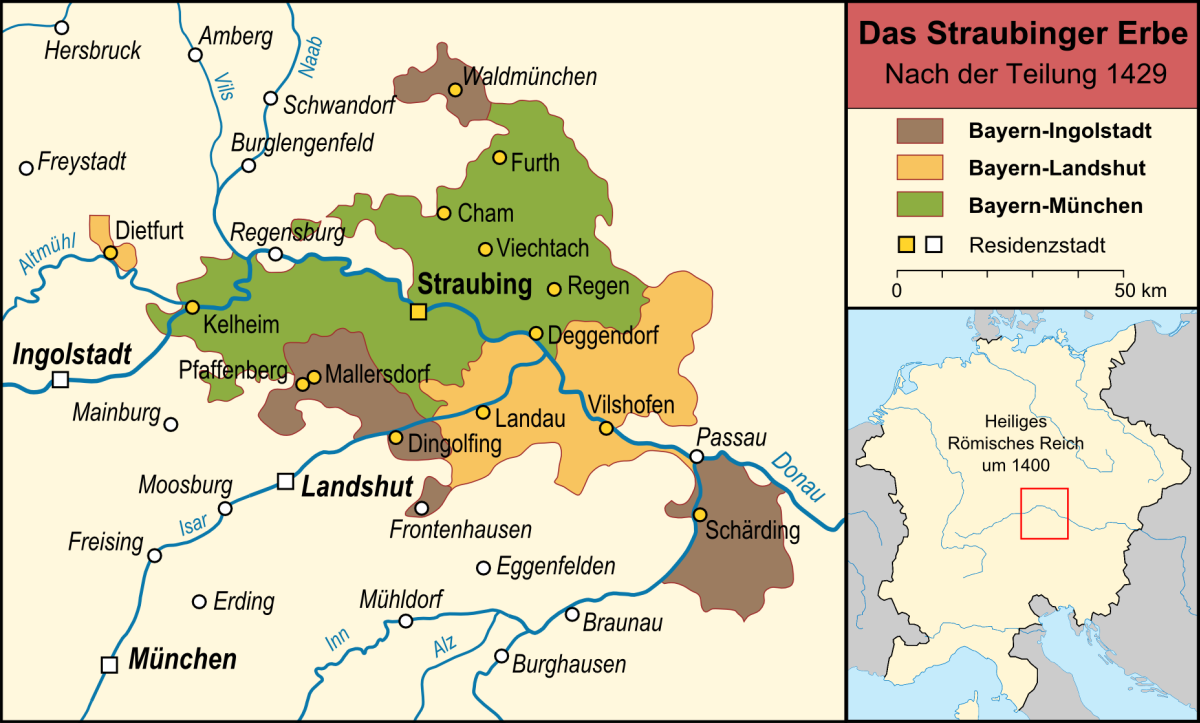
Die Aufteilung von Bayern-Straubing 1429

## Leben
Wilhelm wurde 1375 in München als Sohn des wittelsbachischen Herzogs Johann II. und seiner Frau Katharina von Görz geboren. Sein Vater Johann, der zunächst gemeinsam mit seinen Brüdern Stephan III. und Friedrich regierte, erhielt bei der Landesteilung von 1392 das Teilherzogtum Bayern-München. 1395 kämpfte Wilhelm im Ersten Bayerischen Hauskrieg an der Seite seines Vaters gegen Stephan und dessen Sohn Ludwig den Gebarteten. Johann II. starb 1397, Wilhelm und sein zwei Jahre älterer Bruder Ernst wurden seine Nachfolger. Zwischen den beiden Brüdern herrschte zeitlebens großes Einvernehmen, was angesichts der Streitigkeiten unter den Wittelsbacher Herzögen, die in ihrer Zeit einen neuen Höhepunkt erreichten, selten war. 
Wilhelm und Ernst regierten zunächst gemeinsam mit ihrem Onkel Stephan III. von Bayern-Ingolstadt. Dieser ergriff beim Aufstand der Münchener Zünfte gegen seine Neffen Partei. Der Konflikt mit München und den Ingolstädter Herzögen endete 1402 mit dem Verzicht Stephans und seines Sohnes Ludwig auf alle Ansprüche in Bayern-München. 1400 kam es zum Streit mit Ruprecht von der Pfalz, da Ernst und Wilhelm Ruprechts Streben nach der Königswürde nicht unterstützten, sondern zu Ernsts Schwager Wenzel hielten. Ernst war 1411 auch Wenzels Gesandter in Frankfurt am Main, wo er die Königswahl von dessen Bruder Sigismund von Ungarn mitentschied. Die Herzöge von Bayern-München unterstützte Sigismund auch im Kampf gegen die böhmischen Hussiten.
Mit Sigismund zog Wilhelm 1419/20 nach Böhmen, womit die Hussitenkriege begannen, in die Bayern dann hineingezogen wurde. Wegen der Bedrohung durch die Hussiten wurde 1429 dann auch die bestehende Stadtbefestigung Münchens durch einen zweiten, äußeren Mauerring verstärkt.
Schon 1410 scheiterte ein Feldzug zur Wiedergewinnung Tirols, den die Münchener Herzöge zusammen mit Stephan begonnen hatten. Ernst und Wilhelm III. traten auf Initiative Herzog Heinrichs des Reichen von Bayern-Landshut dessen Bündnissen gegen Stephans Sohn Ludwig den Gebarteten von Bayern-Ingolstadt bei, 1414 der Kelheimer Sittichgesellschaft und 1415 der auf dem Konzil von Konstanz geschmiedeten Konstanzer Liga. Der Bayerische Krieg von 1420 wurde durch den Münchener Sieg über Ludwig bei Alling im Jahr 1422 beendet. Nach dem Erlöschen der wittelsbachischen Linie Straubing-Holland erhielten die Münchener Herzöge im Preßburger Schiedsspruch von 1429 von König Sigismund die Hälfte des Straubinger Ländchens zugesprochen. An Wilhelm fielen Cham, Deggendorf und Kelheim. Der von Ernst im Auftrag Sigismunds 1430 begonnene Polenfeldzug wurde wegen des Todes des polnisch-litauischen Herzogs Vytautas abgebrochen. 
Von 1431 an war Wilhelm Statthalter Sigismunds auf dem Konzil von Basel. Als solcher sicherte er den Landfrieden, stärkte die Autorität des Konzils und konnte er zwischen diesem und den Hussiten erfolgreiche Verhandlungen einleiten, deren Ergebnis, die Basler (Prager) Kompaktaten von 1433, dann das Ende der Hussitenkriege herbeiführte. Viele sahen in dem geschickten Diplomaten bereits den Nachfolger des alternden Königs.
1433 heiratete Wilhelm auf Vermittlung ihrer Tante Elisabeth die siebzehnjährige Margarete von Kleve (1416–1444). Er fürchtete wohl, dass es wegen der nicht standesgemäßen Verbindung von Ernsts Sohn Albrecht III. mit der Baderstochter Agnes Bernauer keinen legitimen Nachfolger im Herzogsamt geben könnte. Am 7. Januar 1434 wurde sein Sohn Adolf geboren. Die Geburt seines zweiten Sohnes Wilhelm am 25. September 1435 erlebte Wilhelm III. nicht mehr, er starb am 13. September im Alter von 60 Jahren und wurde in der Frauenkirche in München beigesetzt. Ernst regierte nun allein das Herzogtum, Wilhelms Söhnchen Adolf amtierte nur dem Namen nach. Noch 1435 ließ Ernst Agnes Bernauer hinrichten. Er konnte den Streit mit Albrecht schließlich beilegen und sein Sohn folgte ihm 1438 als Herzog nach. Auf Wilhelm geht das heutige Schloss Planegg zurück sowie der Wiederaufbau von Schloss Nannhofen.